# Agència Valenciana de Prevenció i Lluita contra el Frau i la Corrupció
L'Agència Valenciana de Prevenció i Lluita contra el Frau i la Corrupció, o simplement Agència Valenciana Antifrau, és un organisme públic amb l'objectiu de previndre la corrupció política al País Valencià. Té un alt grau d'autonomia respecte de la Generalitat Valenciana.

## Funcionament
El 10 de novembre de 2015 les Corts Valencianes aprovaren la Llei de l'Agència de Prevenció i Lluita contra el Frau i la Corrupció. Aquesta llei determina que:
- El personal està format per funcionaris de carrera, sent un d'ells el Director. Aquest és elegit per les Corts per majoria de tres cinquenes parts i solament dura set anys.
- L'agència pot sancionar fins a 40.000 euros als qui obstaculitzen els controls.
- Les investigacions les pot iniciar per denúncia o per ofici.
- L'agència s'encarrega especialment de protegir els denunciants.

En les seues activitats col·labora amb diferents òrgans de la justícia.

## Història
Va ser creada el 2016 per les Corts Valencianes amb una llei aprovada per tots els grups polítics excepte el Partit Popular de la Comunitat Valenciana (PPCV). Aquesta llei fou impulsada per Podem. El PPCV criticà que estava mal feta i que donava massa competències als treballadors que altres funcionaris d'àmbit similars.
El maig de 2017 Joan Llinares fou elegit director de l'organisme i el juliol es posà en funcionament l'agència, rebent el 2017 un total de 35 denúncies. L'agència durant un temps no tingué seu física, demanà que es feren canvis en la llei fundadora i aquests foren denegats i demanà que les Corts li assignara un auxiliar per a ajudar a seleccionar el personal de l'agència i també se li negà. El setembre de 2017, l'estructura orgànica provisional consistia en 34 llocs de treball, dels quals investigadors eren 17. Els Pressupostos de la Generalitat Valenciana del 2017 li assignaren 1,5 milions d'euros i els PGV del 2018 li assignaren 2,8 milions.
El febrer de 2018 el Síndic de Greuges investigà l'agència perquè aquesta suposadament no complia els terminis dels expedients marcats per la llei fundadora. La Sala de Govern del Tribunal Superior de Justícia de la Comunitat Valenciana qüestionà la legalitat del reglament de l'agència en relació amb els articles 2 i 9 de la Llei Orgànica del Poder Judicial i l'article 262 de la Llei d'Enjudiciament Criminal.
El 2018 va col·laborar amb l'Il·lustre Col·legi d'Advocats de València i Hervé Falciani. El març de 2018 aprovà els llocs de treball que s'ocuparien a l'agència: uns 32.
El gener de 2019, continuava a la seu provisional.